# Mazaalai
Mazaalai, conosciuto anche come Bird M, è stato il primo satellite della Mongolia. 
Il satellite, del tipo CubeSat, prende il nome da un orso autoctono della Mongolia, che vive nel Deserto del Gobi; è stato progettato e realizzato da tre giovani ricercatori dell'Università nazionale della Mongolia in collaborazione con il Kyushu Institute of Technology, nell'ambito del progetto Birds-1. Il lancio è stato effettuato il 3 giugno 2017 dal John F. Kennedy Space Center con un razzo vettore Falcon 9, che con una navicella Dragon 1 lo ha trasportato sulla Stazione Spaziale Internazionale, da cui è stato collocato in orbita il 7 luglio.
Il satellite aveva il compito di realizzare mappe più accurate del territorio nazionale, effettuare misurazioni della densità dell'aria e studiare i raggi cosmici. Mazaalai aveva a bordo due telecamere per l'osservazione terrestre e sensori per la misurazione della densità dell'aria e per la rilevazione delle radiazioni cosmiche. I dati sono stati trasmessi ad una stazione terrestre sita in Mongolia e ad altre stazioni site nelle nazioni partecipanti al progetto Birds-1.
Il satellite è rientrato nell’atmosfera l'11 maggio 2019.